# Cyclocephala caelestis
Cyclocephala caelestis är en skalbaggsart som beskrevs av Juan A. Delgado och Brett C.Ratcliffe 1990. Cyclocephala caelestis ingår i släktet Cyclocephala och familjen Dynastidae. Inga underarter finns listade i Catalogue of Life.